# Uyea Breck Standing Stone

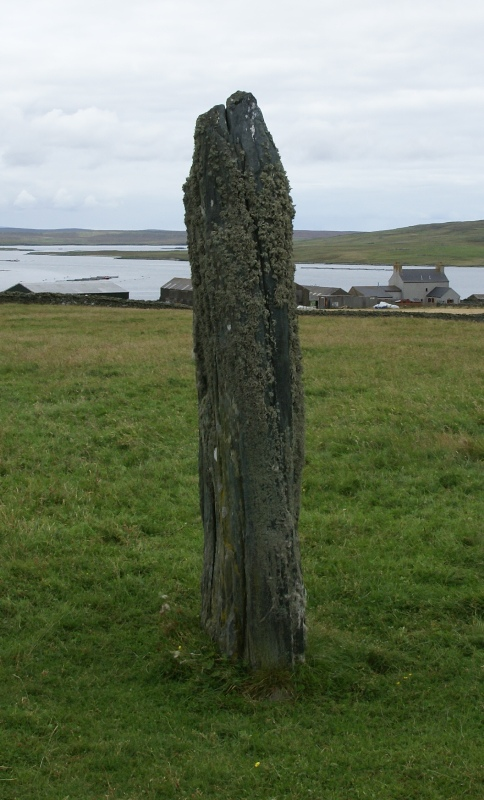
Uyea Breck Standing Stone

De Uyea Breck Standing Stone is een megaliet staande op zo'n 1,5 kilometer afstand van Uyeasound op het Shetlandse eiland Unst (Schotland).
De staande steen van schist uit het tweede millennium voor Christus is drie meter hoog en leunt naar het noordoosten. Op Fetlar bevindt zich een steen eveneens van schist genaamd de Ripple Stone.
De Uyea Breck Standing Stone staat langs een weg die Uyeasound verbindt met Muness Castle.
Het verhaal gaat dat de steen op de plaats staat waar de zoon van de viking Harold Harfager was gedood rond 900; hij zou zijn begraven in de tombe die er ten zuidwesten van ligt. Hiervoor is geen bewijs.
Andere standing stones in Shetland zijn bijvoorbeeld de Bordastubble Standing Stone (de grootste standing stone in Shetland), eveneens op Unst, en de Giant's Stones, de Tingwall Standing Stone en de Skellister Standing Stone op Mainland.